# Mreža anarhosindikalista i anarhosindikalistkinja (MASA)
Mreža anarhosindikalista i anarhosindikalistkinja (MASA) – (engl. Network of Anarcho-Syndicalists) je anarhosindikalistička organizacija, koja djeluje na prostoru Republike Hrvatske, te čiji je cilj stvaranje sindikalne konfederacije utemeljene na anarhosindikalističkim principima. 

## Osnivanje
U veljači 2008. godine u Zadru održan je Prvi nacionalni anarhosindikalistički sastanak. Iako je svrha ovog sastanka bila samo okupljanje i upoznavanje anarhista i anarhistkinja zainteresiranih za stvaranje anarhosindikalističke organizacije, na ovom je sastanku osnovana Mreža anarhosindikalista i anarhosindikalistkinja (MASA). Formalno, MASA je osnovana na 1. Kongresu koji je održan 12. travnja 2008. godine u Zagrebu. Na 1. Kongresu izglasana je i prva verzija MASA-inog Statuta te su osnovane prve lokalne grupe. MASA je održala još tri Kongresa.

## Organizacija
MASA nije sindikat. No, MASA svejedno ima strukturu koja se vrlo lako može primijeniti na anarhosindikalistički sindikat. U strukturu MASA-e utkani su temeljni principi anarhosindikalizma i anarhizma uopće: autonomija, federalizam, direktna demokracija, antiautoritarnost, antihijerarhičnost i samoorganiziranje. 
MASA se sastoji od lokalnih grupa. Lokalna grupa formira se na području jednog ili više obližnjih mjesta gdje postoje najmanje tri člana MASA-e. Trenutno, MASA ima lokalne grupe u Zagrebu, Rijeci, Puli i Splitu, a neko je vrijeme postojala i lokalna grupa u Zadru. Lokalna grupa je osnovna organizacijska jedinica MASA-e i ima potpunu autonomiju djelovanja. Kako bi lakše funkcionirala, lokalna grupa ima svoje tajništvo koje se sastoji od tajnika i blagajnika. Te funkcije, kao i sve funkcije unutar MASA-e, isključivo su delegatske, a delegati su pod imperativnim mandatom. Ljude na funkcijama lokalna grupa delegira za obavljanje određenog zadatka, ali sve se odluke donose u bazi, odnosno na sastanku lokalne grupe.
Ako na nekom geografskom području postoje članovi MASA-e, ali ne mogu osnovati lokalnu grupu, ti članovi nazivaju se izoliranim članovima. Izolirani članovi su lokalni kontakt za određeno mjesto pa tako MASA ima lokalne kontakte u Karlovcu, Osijeku, Slavonskom Brodu, Varaždinu, Zadru, Delnicama, Koprivnici, Dubrovniku, te na otoku Braču. Geografski najbliža lokalna grupa zadužena je za pomaganje izoliranim članovima u osnivanju svoje lokalne grupe. 
Jednom godišnje saziva se Kongres MASA-e koji je glavno tijelo odlučivanja unutar organizacije, a na njemu sudjeluju delegati lokalnih grupa i glasuju prema uputama svojih lokalnih grupa. Ti su delegati također pod imperativnim mandatom i isključivo prenose stavove svoje lokalne grupe. Na Kongresu MASA-e odlučuje se o svim bitnim pitanjima vezanim uz rad organizacije, primaju se nove lokalne grupe, usklađuje se rad lokalnih grupa, biraju se članovi Tajništva MASA-e, određuju se strategije organizacije i kroji se politika organizacije. U razdoblju između dva Kongresa MASA-e, odluke na razini cijele organizacije donose se na referendumu na koji izlazi svaki član MASA-e, a glasuje se po principu jedan član, jedan glas. 
Tajništvo MASA-e određuje se na Kongresu MASA-e i ima jednogodišnji mandat. Svi članovi Tajništva su pod imperativnim mandatom te su zapravo delegati zaduženi za određeni sektor. Tajništvo se sastoji od nacionalnog tajnika koji zastupa MASA-u u Hrvatskoj i brine o koordinaciji lokalnih grupa, blagajnika koji sakuplja članarine članova MASA-e i brine o financijama organizacije te od internacionalnog tajnika koji je zadužen za komunikaciju s organizacijama u inozemstvu. 
MASA ima i različite komitete koji se mogu organizirati na nacionalnoj ili lokalnoj razini, a cilj im je dublje proučavanje određenog problema. Trenutno, MASA-a ima nformatički komitet koji održava internetsku stranicu i brine o elektronskoj komunikaciji, Izdavački komitet koji priređuje MASA-ine publikacije, Grafički komitet, Statutarni komitet koji se bavi priređivanjem i razradom MASA-inih dokumenata, poput Statuta ili Programske deklaracije, Pravni komitet koji se bavi proučavanjem i razradom zakona te Komitet „Solidarnost“ čija je zadaća zaštita članova u slučaju represije. Isto tako, svaka lokalna grupa obvezna je imati introdukcijski komitet čija je zadaća sastajanje s potencijalnim članovima, ali i upućivanje novih članova u rad organizacije.

## Štrajk
Štrajk je službeno glasilo MASA-e.
Prvi broj objavljen je 1. svibnja 2010. godine u nakladi od 2000 primjeraka.
Drugi broj objavljen je 1. svibnja 2011. godine kao online izdanje.
List pokriva aktualnosti koje se tiču radničke klase u cjelini, a u listu se mogu naći i analize, kritike i prijedlozi. MASA ističe kako je Štrajk važno sredstvo edukacije o anarhosindikalističkim alternativama upravljanja procesima proizvodnje i distribucije, te direktno-demokratskom upravljanju društvom i života zajednice.

## Vanjske poveznice
- Službena stranica